# Allomone

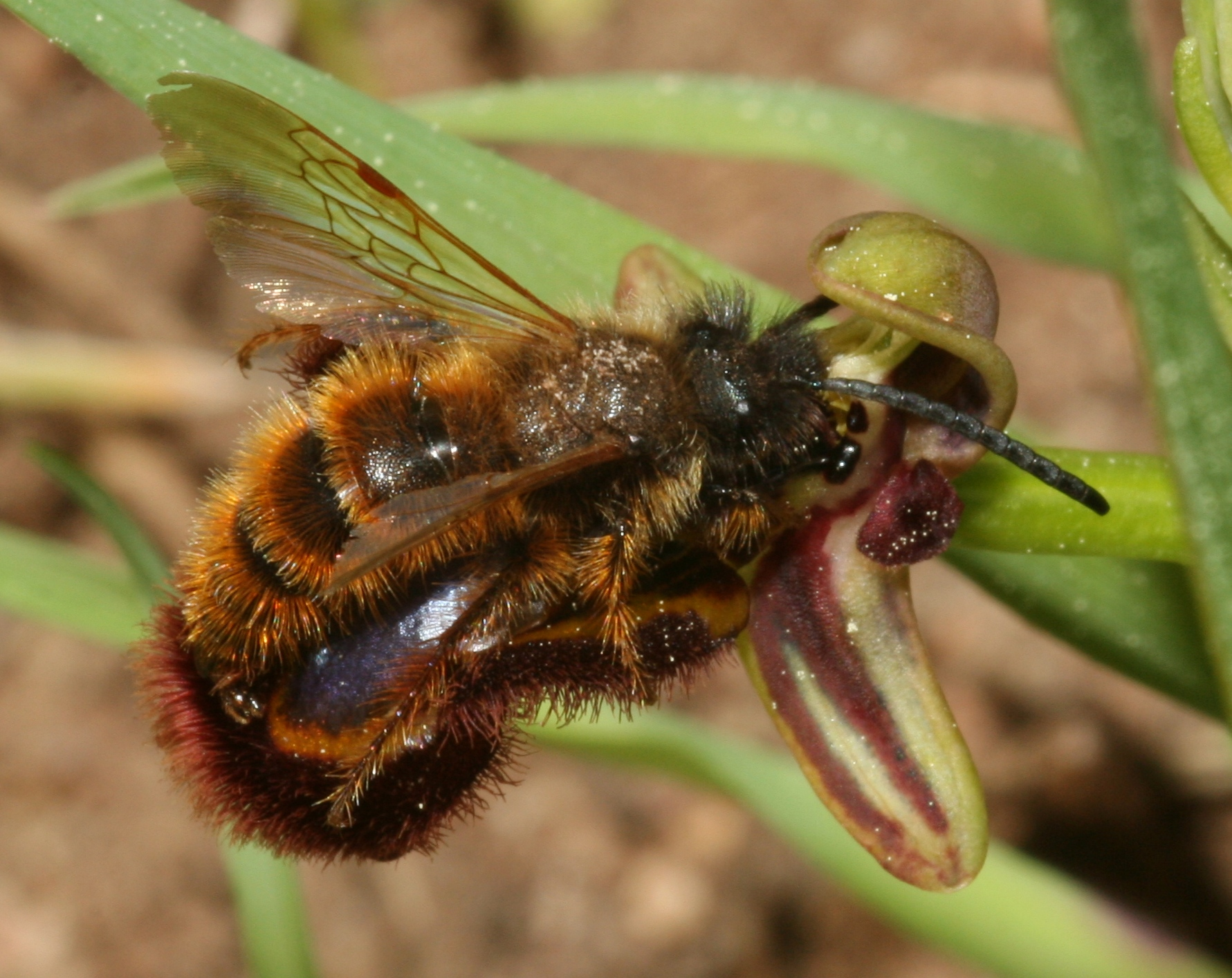
La guêpe méditerranéenne Dasyscolia ciliata est réputée pour sa relation particulière avec l'orchidée Ophrys miroir (Ophrys speculum). En effet, la fleur, mimant les phéromones et la morphologie de la femelle, attire le mâle pour une pseudocopulation à des fins de pollinisation.

Une allomone (du grec ancien ἄλλος allos "autre" et phéromone) est toute substance sémiochimique produite et libérée par un individu d'une espèce qui affecte le comportement d'un membre d'une autre espèce au profit du producteur mais pas du récepteur. La production d'allomones est une forme de défense courante, en particulier par les plantes contre les insectes herbivores.
De nombreux insectes ont développé des moyens de défense contre ces défenses végétales (dans une course aux armements évolutive). Une des méthodes d'adaptation aux allomones consiste à développer une réaction positive à celles-ci ; l'allomone devient alors une kairomone. D'autres ont pour but de modifier les allomones pour former des phéromones ou d'autres hormones, et d'autres encore visent à les adopter dans leurs propres stratégies de défense, par exemple en les régurgitant lorsque la plante est attaquée par un insecte insectivore.

Une troisième classe d'allélochimiques (produits chimiques utilisés dans la communication interspécifique), les synomones, profitent à la fois à l'émetteur et au récepteur.

« Le terme "allomone" a été proposé par Brown et Eisner (Brown, 1968) pour désigner des substances qui confèrent un avantage à leur émetteur. Comme Brown et Eisner n'ont pas précisé si le récepteur en bénéficierait ou non, la définition originale de l'allomone inclut à la fois les substances qui profitent au récepteur et à l'émetteur, ainsi que les substances qui profitent uniquement à l'émetteur. Un exemple du premier cas serait une relation mutualiste, et du second une sécrétion répulsive. »

— P. J. Weldon

## Types
Il existe deux types d'allomones : 
- les antibiotiques perturbent ou inhibent la croissance et le développement et réduisent la longévité des adultes ; parmi eux on trouve par exemple des toxines ou des facteurs de réduction de la digestibilité, bien que le terme "antibiotique" dans le langage courant fasse généralement référence aux substances produites par des champignons ou des bactéries contre d'autres bactéries ;
- les antixénotiques[3] perturbent le comportement normal de sélection de l'hôte ; parmi eux on trouve par exemple les répulsifs, les suppresseurs ou encore les excitants locomoteurs.

## Exemples

### Plantes produisant des allomones
La desmodie du Canada produit des allomones antixénotiques en grandes quantités qui servent de répellants contre les insectes nuisibles comme Chillo partellus, un papillon de nuit qui perce les tiges. Les différentes espèces de Desmodium produisent des profils différents de composés organiques par leur système racinaire. Les raisons de la production de ces composés sont cependant inconnues, car ils ne semblent pas avoir de fonction apparente pour la plante elle-même. On utilise donc Desmodium en agriculture dans des co-cultures de maïs et de sorgo par exemple afin de protéger les cultures contre C. partellus ainsi que contre la pousse de mauvaises herbes comme les Striga.
On trouve également des allomones chez certaines espèces de fleurs qui attirent des insectes ou des oiseaux pour favoriser leur pollinisation.

### Insectes produisant des allomones
Les larves de l'insecte volant Lomamyia latipennis se nourrissent de termites qu'elles soumettent à une allomone agressive. La larve à son premier stade s'approche d'un termite et agite l'extrémité de son abdomen près de la tête du termite. Le termite devient immobile après 1 à 3 minutes, et complètement paralysé très rapidement après cela, bien qu'il puisse vivre jusqu'à 3 heures. La larve se nourrit alors de la proie paralysée. Au troisième stade larvaire, elle se nourrit de la même manière et peut tuer jusqu'à six termites à la fois. Le contact entre le termite et l'insecte n'est pas nécessaire pour maîtriser la proie, et les autres insectes présents ne sont pas affectés par l'allomone.